# De Belgische kwestie
De Belgische kwestie is het 15de stripalbum uit de reeks Canardo, bedacht, geschreven en getekend door Benoît Sokal met de medewerking van Pascal Regnauld.
De eerste publicatie was ook meteen het eerste album. Het album werd in 2005 uitgegeven door uitgeverij Casterman als hardcover met nummer 15 in de serie Canardo.

## Het verhaal
Rudy Bollemans wordt door zijn vader, de beroemde tekenaar van de strip 'Terry de Basset', naar het Sint-Lukas in Brussel, de stad van de strips, gestuurd om te leren striptekenen, zodat hij zijn vader kan opvolgen, die de tekenaarstremor begint te krijgen. Vergelijkbaar met de drie musketiers komt Rudy terecht in een duel op het potlood met Vandenatoos, Vanderamisen en Vanderportozen, waarmee hij bevriend raakt. De vader wordt na een bezoek aan de dokter aangereden door Canardo, waar hij tijdens een drankgelag vrienden mee wordt. Het loopt tegen de kerstfeestdagen aan als de vader hoort dat zijn zoon verdwenen is. Omdat de politie alleen maar denkt aan de naderende kerst, vraagt hij Canardo om Rudy op te sporen. Canardo hoort tijdens zijn onderzoek over de marathon van Zevergem, waar jonge tekentalenten worden gemaakt en gebroken tijdens een non-stop tekenwedstrijd die drie dagen duurt. Het blijkt dat Rudy zich niet alleen heeft ingeschreven maar ook ervoor heeft gekozen om doping te nemen in de vorm van 'een grafische cocktail', bestaande uit Oost-Indische inkt vermengd met drugs, antidepressiva en vitamines. Wat Rudy niet weet, is dat er achteraf een dopingcontrole zal plaatsvinden; iemand die betrapt wordt, zal nooit meer strips tekenen. Vader Bollemans blijkt inmiddels zoveel last te hebben van zijn tremor dat hij de laatste pagina's van zijn stripalbum niet meer kan afmaken. Canardo weet Rudy uit deze penibele situatie te redden door zelf de urine voor de dopingtest aan te leveren. Rudy kondigt aan om met een half flesje grafische cocktail het album van zijn vader af te maken en dan te beginnen aan zijn eigen stripserie over een wielrenner die avonturen beleeft. 